# Ultrahochtemperatur-Metamorphose
Ultrahochtemperatur-Metamorphose oder UHT-Metamorphose ist in der Geologie die Bezeichnung für Vorgänge der Metamorphose, bei denen Gesteine in der Erdkruste ungewöhnlich hohen Temperaturen im Bereich von 900 bis 1100 °C bei Druckwerten von 7 bis 13 kbar (entsprechend 0,7 bis 1,3 GPa) ausgesetzt sind. Damit stellen die Bedingungen der UHT-Metamorphose einen Sonderfall der metamorphen Granulitfazies dar, für welche Druckwerte von 3 bis 15 kbar und Temperaturen von 700 bis 1000 °C angesetzt werden. Die Mechanismen, die zu einer derart starken Aufheizung krustaler Gesteine führen, sind erklärungsbedürftig und nicht abschließend verstanden.

## Vorkommen
UHT-metamorphe Gesteine treten großräumig in einigen Terranen auf, die entsprechenden Bedingungen ausgesetzt waren. Diese Vorkommen sind: der Napier-Komplex in der Antarktis, Wilson Lake in Labrador (Kanada), die Eastern Ghats in Indien, der In Ouzzal-Komplex in Algerien, die Labwor-Hügel in Uganda und der Sutam-Block im Aldanhochland in Sibirien. Daneben treten entsprechende Gesteine in zahlreichen kleineren, isoliert liegenden Vorkommen auf. Insgesamt sind weltweit etwa 40 derartige Vorkommen bekannt.

## Typische Mineralphasen
Als Indikatoren für UHT-Bedingungen werden die Minerale Sapphirin, Osumilith und Kornerupin angesehen. Daneben treten weiter Orthopyroxen, Sillimanit, Granat, Korund und – als Ausnahme in metamorphen Gesteinen – der Klinopyroxen Pigeonit auf.
UHT-Gesteine können ungewöhnliche chemische Zusammensetzungen dadurch erreichen, dass ab etwa 600 °C Anatexis auftritt, wobei die fluiden Phasen aus dem Gestein weggeführt werden. Bei weiterer Erhöhung der Temperatur werden Mineralphasen wie Biotit oder Amphibole, die Wasser in Form von Hydroxidionen gebunden enthalten, instabil und setzen dieses Wasser frei. Wenn die dabei entstehenden fluiden Phasen wiederum weggeführt werden, nehmen sie dabei besonders die Elemente Silicium, Eisen sowie Alkali- und Erdalkalimetalle mit. Hierdurch erhöht sich der relative Gehalt an Magnesium und Aluminium im verbleibenden Gestein, die schließlich in die bei hohen Temperaturen stabilen, sonst eher seltenen Mineralphasen eingebaut werden.

## Wärmequellen
Der lithostatische Druck von 7 bis 13 kbar, der für die UHT-Bedingungen angegeben wird, entspricht ungefähr einer Versenkungstiefe von 25 bis 40 km, d. h. der unteren Erdkruste. Um in diesen Regionen die erforderlichen Temperaturen zu erreichen, ist eine zusätzliche Wärmezufuhr über die durch den geothermischen Gradienten bewirkte Erwärmung erforderlich. Als Wärmequellen werden u. a. großräumige alkalische Intrusionen, erhöhte Radioaktivität im Bereich verstärkter Kruste, erhöhte Wärmezufuhr aus dem Erdmantel sowie mechanische Aufheizung durch Schervorgänge in betracht gezogen.